# لورنزو پریسکو
لورنزو پریسکو (انگلیسی: Lorenzo Prisco؛ زادهٔ ۱۶ فوریهٔ ۱۹۸۷) بازیکن فوتبال اهل ایتالیا است.
از باشگاه‌هایی که او در آن بازی کرده‌است می‌توان به باشگاه فوتبال سالرنیتانا، باشگاه فوتبال یووه استابیا، باشگاه فوتبال دلفینو پسکارا، و باشگاه فوتبال یو. اس. پرگولیتزه اشاره کرد.